# 北悉尼
北悉尼（英語：North Sydney）是澳洲新南威爾斯州悉尼的一个主要的城区。位于悉尼港的北岸，距离悉尼中心商务区3（1.9英里）。行政上归北悉尼议会地方政府行政區。

## 历史

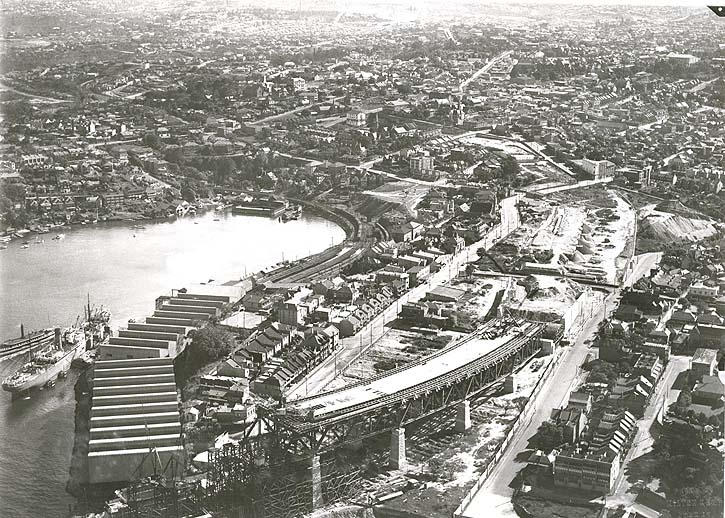
从北悉尼看正在修建的悉尼海港大桥

欧洲人在此定居后，命名此地为Hunterhill。后改为北悉尼。

## 人口
根據2016年澳洲人口普查，北雪梨人口為7,705，當中有48.1%於澳洲出生。63.6%的居民於家中祇使用英語。

## 交通
雪梨海港大橋為北雪梨與市中心之重要道路。駕車人士亦可使用華令加高速公路（Warringah Freeway）北上車士活。北雪梨車站坐落北岸线上，乘客可直達市中心、巴拉馬打（Parramatta）及霍恩斯比（Hornsby）。悉尼地鐵將於2024年南延。乘客將可經維多利亞十字車站（Victoria Cross）乘火車直達埃平（Epping）。

## 图集

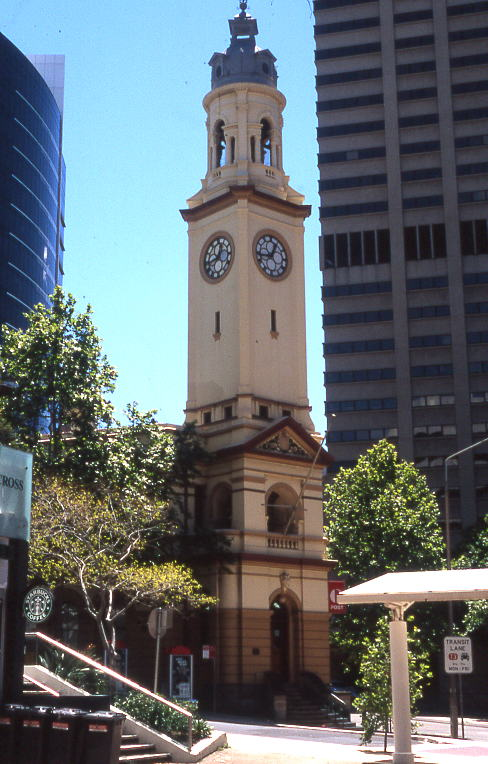
北悉尼邮局
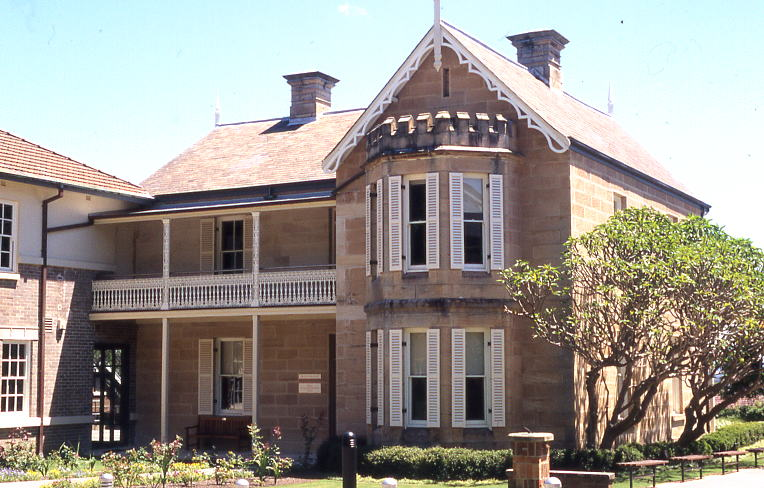
Upton Grange, designed by William Wardell
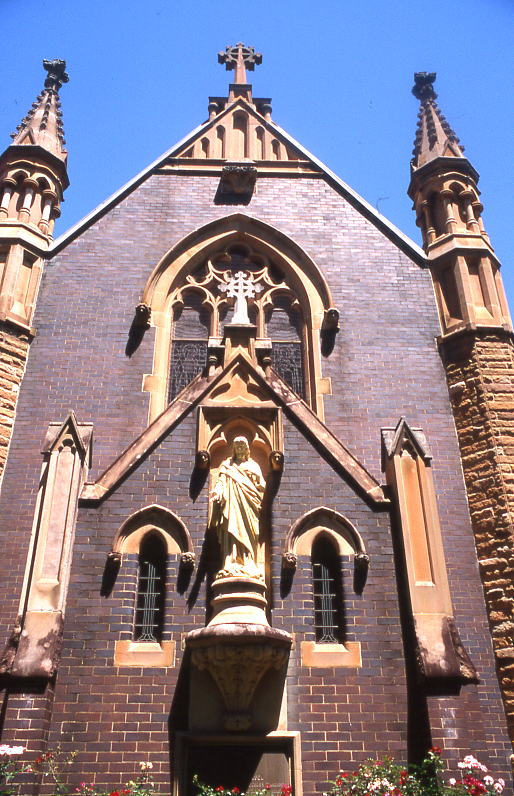
Mary Mackillop Memorial Chapel, Mount Street
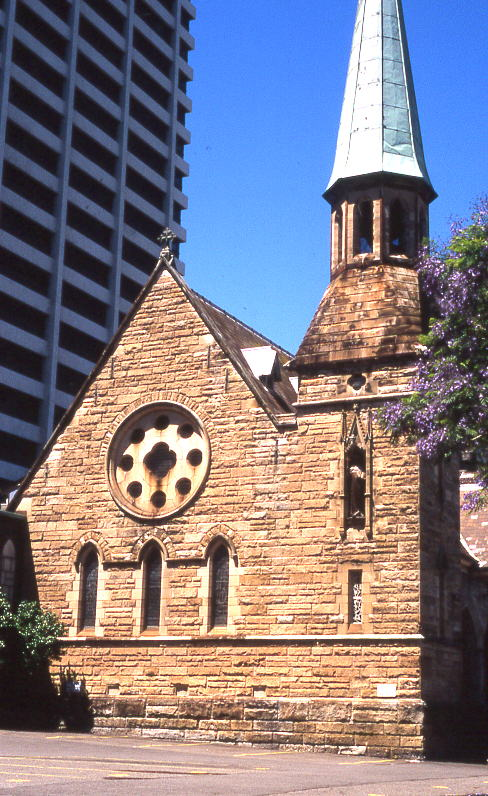
天主教聖方濟薩威堂
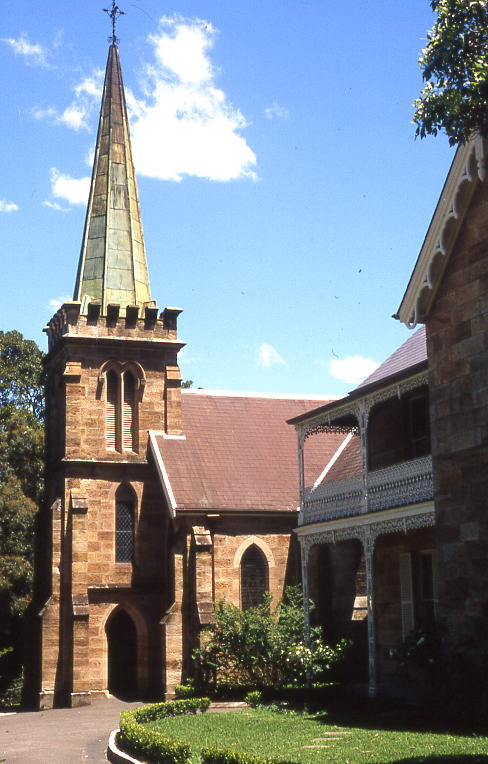
長老會聖彼得堂
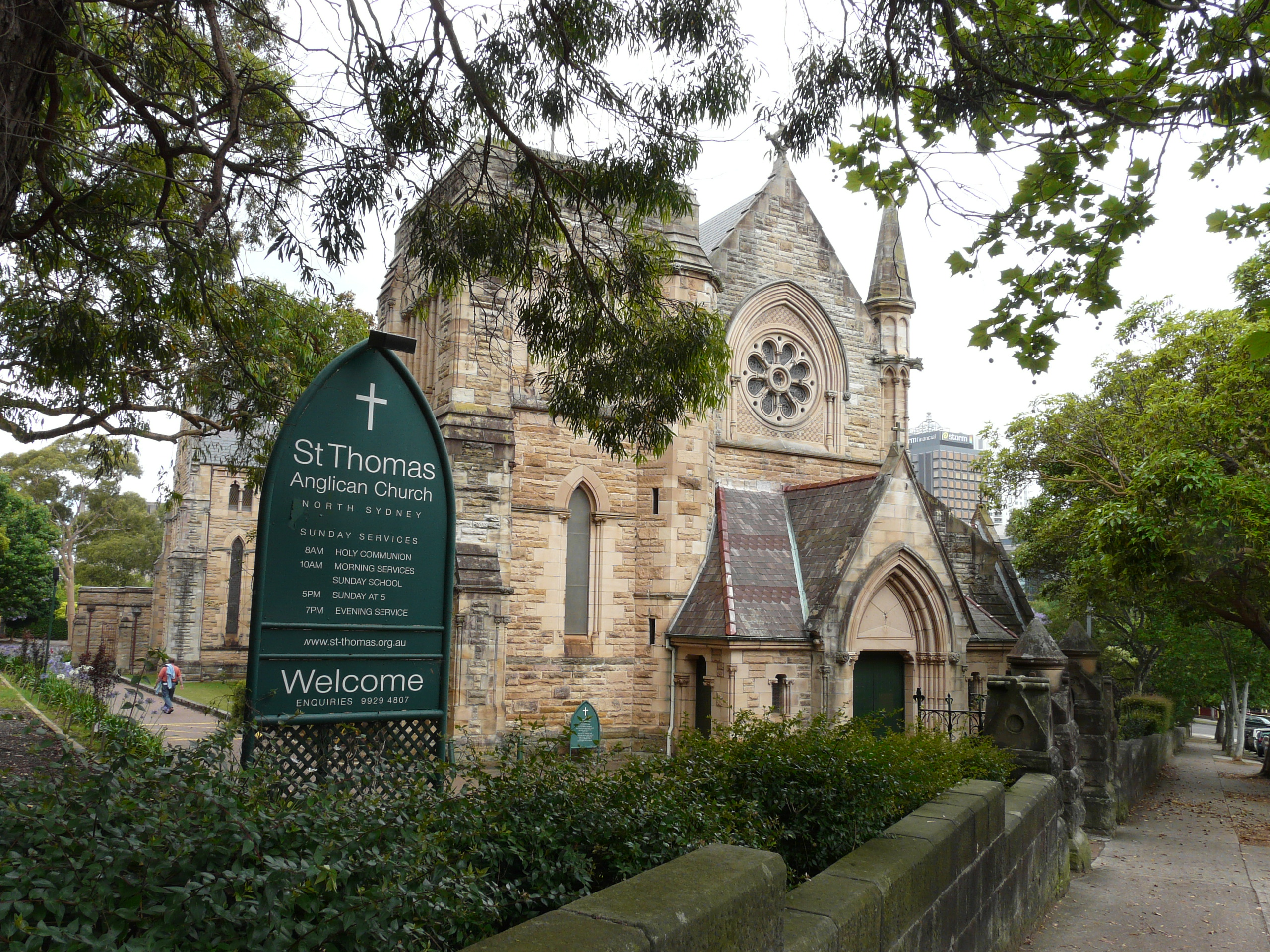
聖公會圣多馬堂
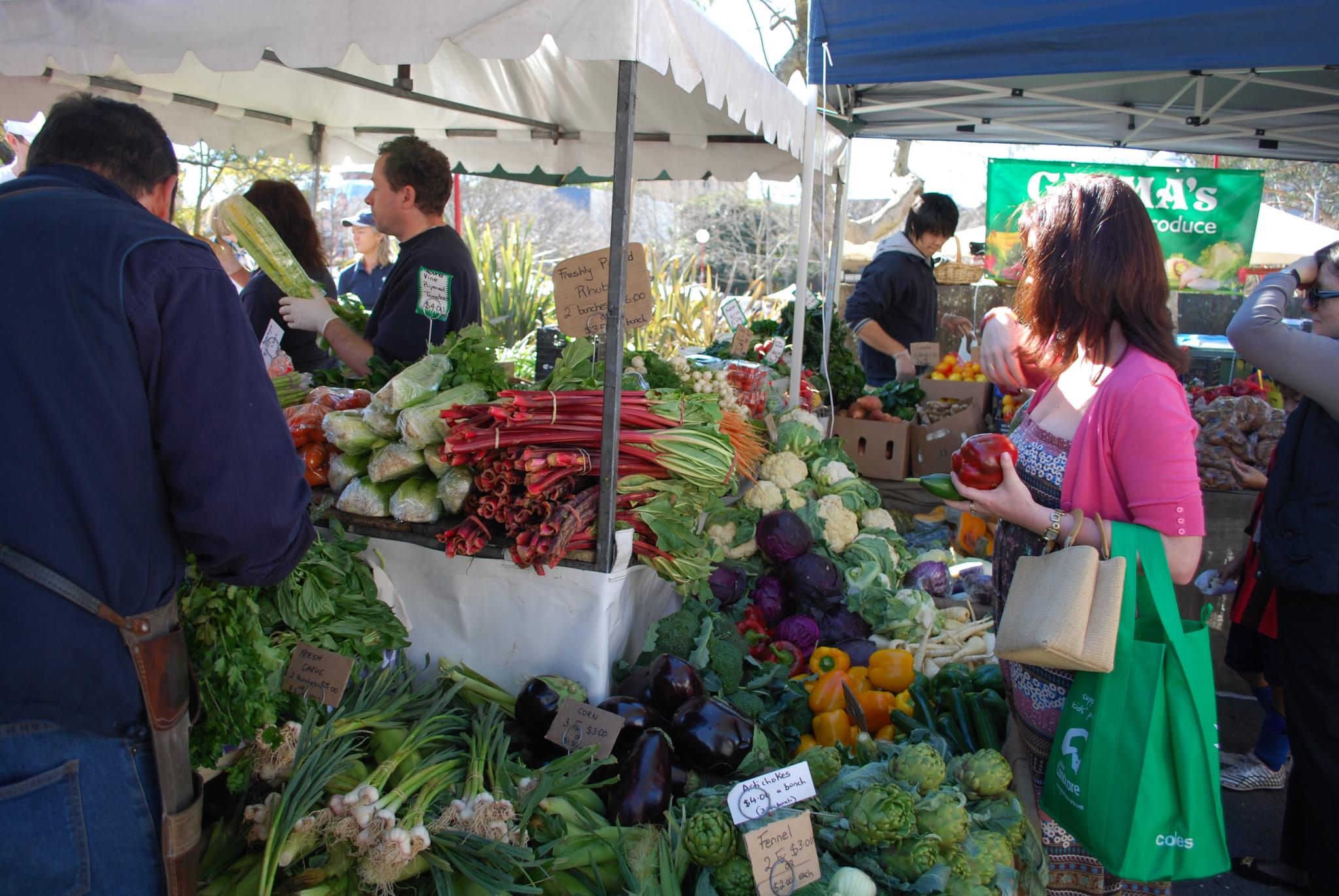
North Sydney farmers market